# Zombie-Loan
Zombie-Loan (ゾンビローン, Zonbi Rôn) est un shōnen manga créé par le duo Peach-Pit. Il a été prépublié entre octobre 2002 et février 2011 dans le magazine Monthly GFantasy de l'éditeur Square-Enix et a été compilé en un total de treize tomes. La version française est publiée en intégralité par Kazé.
Une adaptation en anime produite par Xebec M2 de treize épisodes a été diffusée sur TV Asahi entre juillet et septembre 2007. Dans les pays francophones, la série est licenciée par Kazé.

## Synopsis
Michiru Kita est une fille qui possède les « yeux Shinigami », qui lui permettent de voir un cercle autour des cous des personnes qui vont bientôt mourir. D'abord gris, ces cercles deviennent de plus en plus noirs avec le temps, jusqu'à leur mort. Chika Akatsuki et Shito Tachibana, deux garçons dans son cours, ont des cercles noirs autour de leurs cous mais ne sont pas encore morts. Il est révélé qu'après un accident tragique censé les tuer, les garçons firent un pacte avec un bureau secret d'emprunt appelé Zombie-Loan (« loan » étant le mot anglophone pour « emprunt »). En retour, pour les maintenir vivants, les garçons doivent chasser des zombies pour Zombie-Loan. La vie de Michiru devient alors très compliquée.

## Personnages
Michiru Kita (紀多 みちる, Kita Michiru)
Michiru a les « yeux Shinigami », qui lui permettent de voir qui va mourir bientôt en rendant visibles des cercles gris/noirs autour de leurs cous. Elle déteste ce don depuis qu'elle a vu ces cercles autour des cous de ses parents, morts dans un accident peu après. Maintenant elle porte des lunettes qui bloquent son pouvoir, lui permettant de vivre normalement. Elle rencontre Chika et Shito pour la première fois à l'école, en trébuchant sur la main de Chika. Elle découvre leur secret et devra utiliser son pouvoir pour les aider à chasser des zombies, malgré ses protestations. Elle est souvent la cible des attaques de Chika, qui l'appelle d'abord « 500 yen » parce qu'il pense qu'elle lui doit 500 yens. Par la suite il commence à l'appeler « gaufre » parce qu'elle fait souvent ce que les autres lui demandent sans questions. Lors d'une bataille elle est mortellement blessée et les deux garçons vont augmenter leurs dettes afin de lui sauver la vie, mais dans le but qu'elle les aide à trouver plus facilement leurs proies.
Chika Akatsuki (赤月 知佳, Akatsuki Chika)
On l'appelle « B-san » (« garçon B ») après avoir survécu à un accident avec Shito (le « A-san »), avant le début de la série. Il est énergique mais facilement irrité et violent avec Michiru.
Chika est lié à Shito par un lien spirituel qui n'est pas visible des autres. Ce lien leur permettent d'échanger leurs mains droites. Leurs vraies mains droites, qu'ils perdirent dans leur accident, furent échangées par Zombie-Loan une fois les garçons ramenés à la vie. Avec la main droite de Shito, qui fut à l'origine la main droite de Chika, Chika peut produire un katana avec des pouvoirs Shinigami. Avec le katana il peut faire des cérémonies spirituelles pour les zombies qu'ils tuent. Quoique vu comme agressif, Chika a de la sympathie pour ceux qu'il tue et fait les cérémonies avec grand soin. Chika et Shito sont encore considérés zombies même s'ils ont leurs propres volontés et émotions; leur but est de redevenir vivants.
Shito Tachibana (橘 思徒, Tachibana Shito)
On l'appelle « A-san ». Il est adoré des filles de l'école mais cela semble le laisser indifférent. Il est généralement beaucoup plus abordable que Chika, mais certaines situations et personnes le font devenir froid et indifférent. Chika est lié à Shito par un lien spirituel qui n'est pas visible des autres. Avec la main droite de Chika, originellement sa propre main droite, il peut produite un revolver Ruger Super Redhawk, qui a le pouvoir de faire du mal aux zombies avec ses balles spirituelles utilisant son propre ectoplasme. Comme Chika, Shito ne veut que redevenir vivant. Bien qu'ils soient toujours ensemble ils ne sont pas amis. Ils ne restent ensemble que parce s'ils s'éloignent l'un de l'autre leurs mains droites commencent à pourrir. Il est supposé avoir été offert le contrat chez Zombie-Loan en même temps que Chika après leur accident, mais en réalité sa mère était un cadavre quand elle accoucha de Shito, ce qui fait de lui un cadavre également (elle aurait été enceinte de Shito pendant sept ans). Il est l'héritier de la mafia Xu Fu. Dans l'animé, il semble beaucoup moins chaleureux avec Kita que dans le manga.
Bekko (鼈甲, Bekkô)
C'est le chef de Z-Loan. Il est très pointilleux sur l'argent, il tient à ne gâcher la moindre goutte de thé. Bekko est en fait un passeur, un être de l'au-delà, et il fait partie du Comité des 7.

## Manga
La série Zombie-Loan a été prépubliée dans le magazine Monthly GFantasy entre octobre 2002 et février 2011. Elle avait été mise en pause en décembre 2009 à la suite de l'hospitalisation d'un des membres du duo, avant de reprendre en mai 2010 pour l'arc final. La série comporte un total de treize volumes.
La version française est publiée en intégralité par Asuka, devenu Kazé par la suite. La série est également éditée en Amérique du Nord par Yen Press.

## Anime
L'anime Zombie Loan est réalisé par Akira Nishimori (en) au sein du studio XEBEC M2. Il a été diffusé au Japon du 3 juillet au 11 septembre 2007 sur TV Asahi et comporte onze épisodes. Deux épisodes supplémentaires sont commercialisés avec le septième volume DVD sorti en avril 2008.
Dans les pays francophones, Kazé édite la série en DVD,. Elle est diffusée sur les chaînes AB1 et Mangas, ainsi que sur le site Anime Digital Network.

### Liste des épisodes
| No | Titre français                     | Titre japonais | Titre japonais    | Date de 1re diffusion |
| No | Titre français                     | Kanji          | Rōmaji            | Date de 1re diffusion |
| -- | ---------------------------------- | -------------- | ----------------- | --------------------- |
| 01 | Les yeux de Shinigami              | 死神の目       | Shinigami no Me   | 3 juillet 2007        |
| 02 | On te laisse mourir ?              | 逝っとく?      | Ittoku?           | 10 juillet 2007       |
| 03 | La langue des morts                | 死者の舌       | Shisha no Shita   | 17 juillet 2007       |
| 04 | Le battement des ailes du papillon | 蝶の羽音       | Chō no Haoto      | 24 juillet 2007       |
| 05 | Sacrifice                          | 贄             | Nie               | 31 juillet 2007       |
| 06 | La soif de liberté                 | 自由への渇望   | Jiyū e no Katsubō | 7 août 2007           |
| 07 | Le cœur vagabond                   | 彷徨う心       | Samayō Kokoro     | 14 août 2007          |
| 08 | Je suis seul même dans la mort     | 断裂           | Danretsu          | 21 août 2007          |
| 09 | Le cadavre vivant                  | 生きた屍       | Ikita Shikabane   | 28 août 2007          |
| 10 | La formule du transfert d'âme      | 尸解の法       | Shikai no Hō      | 4 septembre 2007      |
| 11 | La vie et la mort et...            | 命と、死と     | Inochi to, Shi to | 11 septembre 2007     |
| 12 | L'anneau du destin                 | 運命の輪       | Unmei no Wa       | avril 2008            |
| 13 | Je veux te protéger                | 守りたい       | Mamoritai         | avril 2008            |

### Musique
Wolf's Throat (オオカミのノド, Ookami no Nodo)
Paroles et chant : The Birthday
Composition : Yuusuke Chiba (チバユウスケ, Chiba Yuusuke)
Chain Ring (チェインリング, Chain Ringu)
Paroles et chant : Mucc
Composition : SatoChi (SATOち, Satochi)

### Doublage
| Personnages     | Personnages     | Voix japonaises    | Voix françaises   |
| --------------- | --------------- | ------------------ | ----------------- |
| Michiru Kita    | Michiru Kita    | Hōko Kuwashima     | Marie Diot        |
| Chika Akatsuki  | Chika Akatsuki  | Kenichi Suzumura   | Vincent De Bouard |
| Shito Tachibana | Shito Tachibana | Takahiro Sakurai   | Nicolas Beaucaire |
| Bekko           | Bekko           | Toshiyuki Morikawa | Alexandre Coadour |